# Lexington (Minnesota)
Lexington è una città degli Stati Uniti d'America, situata in Minnesota, nella Contea di Anoka.